# Pfetterhouse
Pfetterhouse (en alsacià Pfatterhüse) és un municipi francès, situat a la regió del Gran Est, al departament de l'Alt Rin. L'any 1999 tenia 972 habitants. Limita am els municipis francesos de Réchésy, Seppois-le-Bas, Seppois-le-Haut, Mooslargue i Courtavon i amb els suïssos de Bonfol i Beurnevésin.

## Demografia
| 1962 | 1968 | 1975 | 1982 | 1990 | 1999 |
| ---- | ---- | ---- | ---- | ---- | ---- |
| 789  | 809  | 906  | 924  | 971  | 972  |

## Administració

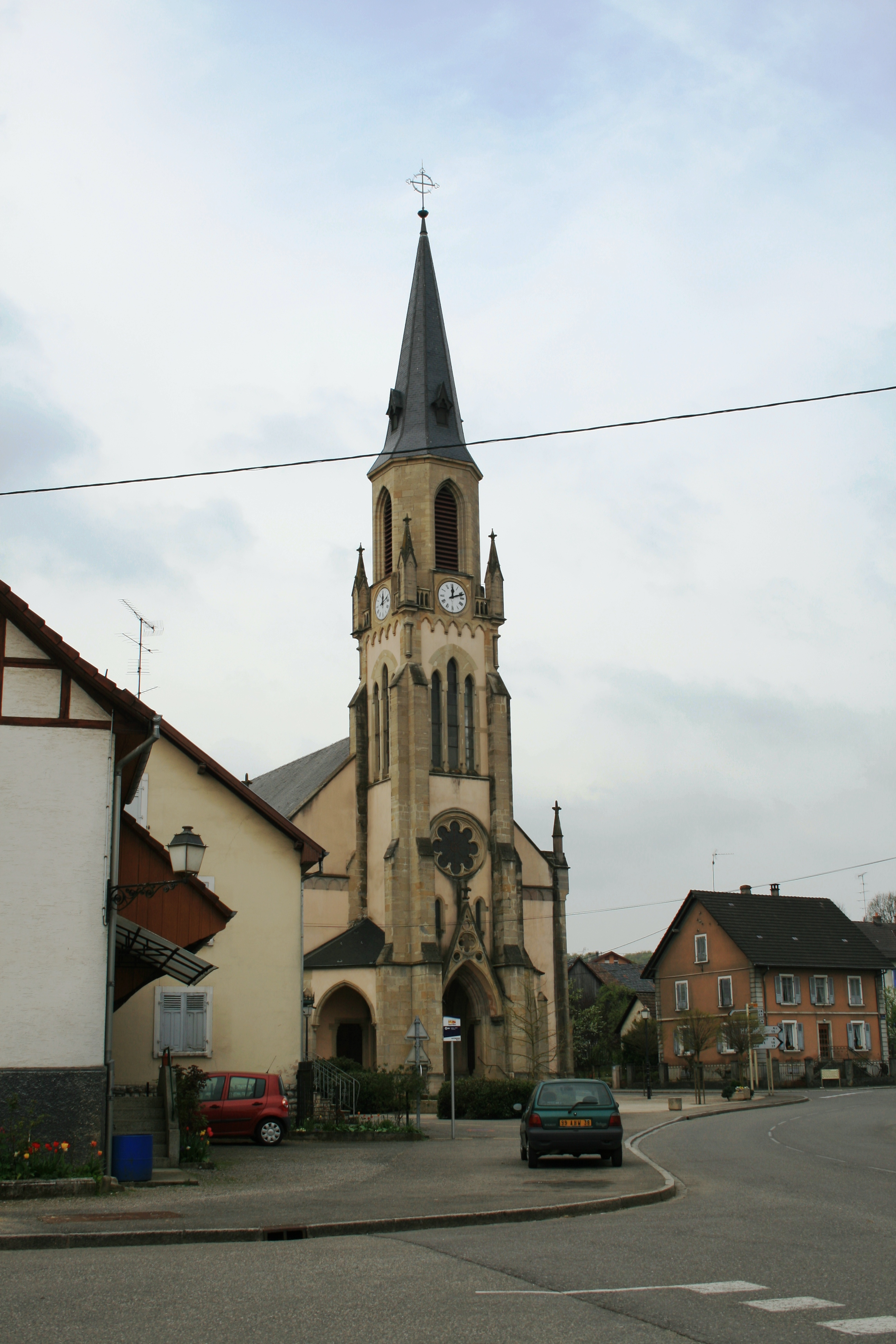
L'església

| Període | Identitat            | Partit |
| ------- | -------------------- | ------ |
| 2001-   | Jean-Rodolphe Frisch |        |